# Imamat de Futa Toro
L'Imamat de Futa Toro (1776-1861) fou un estat teocràtic precolonial a l'Àfrica occidental, del poble ful (fulɓe i Tuculors) centrat en la vall del mig del riu Senegal. La regió és coneguda com a Futa Toro.

## Orígens
Futa Toro és una franja de terra agrícola al llarg d'ambdós costats del riu Senegal. Les persones de la regió parlen pulaar, un dialecte de la gran família de llengües ful de l'Àfrica de l'oest des de Senegal al Camerun. S'identifiquen a si mateixos per la llengua, la qual va donar origen al nom Haalpulaar'en (els que parlen pulaar). Els Haalpulaar'en són també coneguts com els tuculors, un nom derivat de l'estat antic de Takrur. De 1495 a 1776, el país era part del regne de Denanke. Els dirigents deniankes eren un clan no-musulmà fulbe que van governar a la major part del que avui és el Senegal.
Una classe d'erudits musulmans anomenada Torodbe sembla tenir origen a Futa Toro, estenent-se més tard per tots els territoris fulbes. Dos dels clans Torodbe a Futa Toro reclamaven ser descendents d'un parent d'un dels companys del profeta Mahoma que va viure al segle vii que va estar entre el grup d'invasors de Futa Toro. Els Torodbe potser ja eren un grup diferenciat quan els Denianke va conquerir Futa Toro.
En el darrer quart del segle xvii, Nasir al-Din, un reformista maurità d'una zawāyā, va llançar un gihad per restaurar la puresa de l'observança religiosa al Futa Toro.
Va obtenir suport del clan clerical Torodbe contra els guerrers, però per 1677 el moviment havia estat derrotat. Després d'aquesta derrota, alguns del Torodbe va emigrar al sud, a Bundu, i alguns van continuar al Futa Djalon.
Els pagesos de Futa Toro van continuar patint els atacs dels nòmades de Mauritània.
Al segle xviii hi havia un creixent ressentiment entre la classe més baixa en gran part musulmana per la manca de protecció contra aquests atacs.

## Gihad

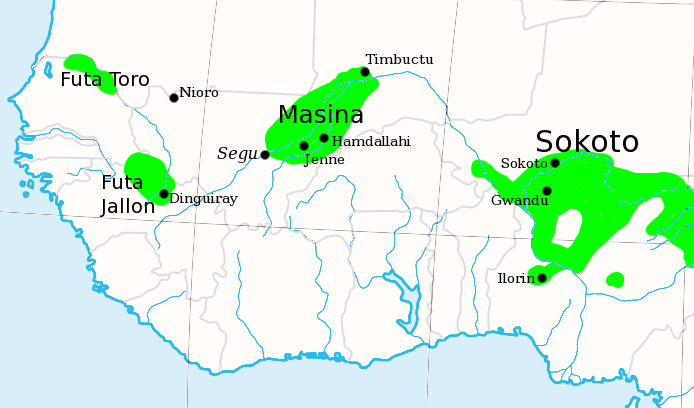
Els estats fulanis del gihad d'Àfrica de l'oest, vers 1830

El 1726 o 1727 Karamokho Alfa va dirigir un gihad a Futa Djalon cap al sud, que va portar a la formació del Imamat de Futa Djalon. Això va ser seguit per un gihad a Futa Toro entre 1769 i 1776 dirigida per Sulaymān Baal. El 1776 els Torodbe van enderrocar la governant dinastia Denianke. Sulayman Baal va morir el 1776 i va ser succeït per Abdul Kader (Abd al-Qadir), un mestre i jutge que hi havia estudiat a Cayor.[7]
Abdul Kader va esdevenir el primer almami del imamat teocràtic de Futa Toro. Va animar la construcció de mesquites, i va tenir una política agressiva cap als seus veïns.
Els Torodbe van prohibir el comerç d'esclaus pel riu. El 1785 van obtenir un acord dels francesos per aturar el comerç d'esclaus musulmans i per pagar taxes de frontera a l'estat. Abdul Kader va derrotar els emirats de Trarza i Brakna al nord, però va ser derrotat i capturat quan va atacar els estats wolof de Cayor i Waalo al voltant de 1797. Després d'això l'ímpetu del gihad es va perdre. Quan Abdul Kader va morir el 1806 l'estat va ser dominat per unes quantes famílies destacades dels Torodbe.

## Govern
L'Imamat va ser governat per un Almaami o Almaamy elegit d'un grup de llinatges elegibles (que posseïen les credencials necessàries de coneixement) pels caps locals anomenats jaggorde o jaggorgal. Hi hi havia un consell electoral, el qual va contenir un nucli fix i una perifèria de membres fluctuants. Dues famílies eren elegibles pel lloc d'Almaami: els Lih de Jaaba a la província d'Hebbiyaabe; i els Wan de Mbummba a la província de Laaw.
Durant tot el segle xix es van seguir nomenant almamis a Futa Toro, però el càrrec havia esdevingut cerimonial.
L'imamat va sobreviure bona part del segle xix en un estat molt dèbil. Va ser governat oficialment per l'Almaami, però el control efectiu estava en mans dels caps regionals de les províncies centrals que van posseir extensions de terra considerables, i molts seguidors i esclaus. La lluita de diverses coalicions d'electors i elegibles també va contribuir a la decadència de l'imamat.
A la meitat del segle xix Toro va ser amenaçat pels francesos sota el lideratge del governador Louis Faidherbe.
El Imamate llavors es va dividir en tres parts. La regió Central va contenir la seu de l'almami elegit per un consell de 18 electors. La regió de l'Oest, anomenada regió de Toro, va ser administrada pel Lam-Toro. I la regió de l'Est, anomenada Futa Damga, era teòricament administrada per un cap anomenat El-Feki, però a la pràctica només tenia una autoritat nominal.

## Esfondrament
El Hadjdj Umar, un nadiu de Toro, va llançar un gihad el 1852. Les seves forces van tenir èxit i van establir diversos estats a la regió del Sudan a l'est de Futa Toro, però els francesos sota el major Louis Faidherbe li va impedir d'incloure Futa Toro al seu imperi. Per aconseguir els seus objectius, Umar va reclutar molt a Senegàmbia, especialment en la seva terra natal. El procés de reclutament va assolir la seva culminació en la conducció massiva de reclutes el 1858 i 1859. Va tenir l'efecte de soscavar encara més el poder de l'Almaami. L'autoritat dels caps regionals, i particularment la dels electors es va debilitar molt menys que la de l'Almaami. Alguns d'aquests dirigents esdevingueren plenament independents i van lluitar contra els francesos i contra Umar pel seu compte. Com a resultat, l'Almaami i els caps van començar a confiar cada cop més en suport francès. Umar va ser derrotat pels francesos a Medine el 1857, perdent accés a Futa Toro.
Futa Toro va ser posat sota protectorat de França el 1859, tot i que en la pràctica ja feia algun temps que estava dins de l'esfera francesa d'influència. El 1860 Umar va concloure un tractat amb els francesos pel qual va reconèixer la seva supremacia Futa Toro però va ser reconegut a Kaarta i Ségou. En els anys 1860 l'almami de Futa Toro era Abdul Boubakar, però el seu poder era nominal. El; juny de 1864 els grups maures i booseyes dels fuls van col·laborar; a saquejar barcasses comercials que havien encallat prop de Salde, a l'est, portant a salvatges represàlies franceses contra ambdós grups.
Els francesos generalment animaven a personatges notables com Abdul Bokar Kan de Bossea, Ibra Wan de Law i Samba Umahani de Toro quan atacaven caravanes en la regió, ja que esperaven que aquests atacs descoratjarien l'emigració cap a la regió del nou estat d'al-Hadjdj Umar. La por d'aquesta contínua emigració musulmana, tanmateix, va portar a les autoritats militars a atacar els mateixos protegits de França el 1890. Abdul Bokar Kan va fugir però va ser assassinat l'agost 1891 pel berbers de Mauritània. Els francesos van consolidar el seu control complet de la regió.

## Almamis independents de Futa Toro[2]
- 1776 - 1806 Abd al-Kadir ibn Hamadi Torodo Kan
- 1806 - 1807 Muxtar ibn Sire Kudeeje Talla
- 1807 - 1808 Hamad Lamin Baal
- 1808 - 1810 Yusuf Sire Li (primera vegada)
- 1810 - 1812 Bokar Lamin Baal
- 1812 - 1813 Vacant
- 1813 - 1814 Yusuf Sire Li (segona vegada)
- 1815 - 1816 Ali Cerno Ibraa Waan
- 1816 Yusuf Sire Li (tercera vegada)
- 1816 - 1817 Sire Amadu Li (primera vegada)
- 1817 Yusuf Sire Li (quarta vegada)
- 1817 Biran Ibraa Waan (primera vegada)
- 1817 Tapsir Mamadu Mamudu `Aan
- 1817 - 1819 Yusuf Sire Li (cinquena vegada)
- 1819 Vacant
- 1819 - 1821 Biran Ibraa Waan (segona vegada)
- 1821 - 1822 Yusuf Sire Li (sisena vegada)
- 1822 - 1823 Bokar Modibo Kan
- 1823 - 1825 Yusuf Sire Li (setena vegada)
- 1825 - 1826 Sire Hasan Lamin Ture
- 1826 Yusuf Sire Li (vuitena vegada)
- 1826 - 1827 al-Faqih Ibraa Jaatara `Aan
- 1827 Vacant
- 1827 Yusuf Sire Li (novea vegada)
- 1827 - 1829 Mamadu `Aan
- 1829 - 1831 Yusuf Sire Li (desena vegada)
- 1831 - 1832 Biran Ibraa Waan (tercera vegada)
- 1832 Mamudu Sire Ja
- 1832 - 1833 Amadu Baaba Li (primera vegada)
- 1833 Sire Amadu Li (segona vegada)
- 1833 Yusuf Sire Li (onzena vegada)
- 1833 Biran Ibraa Waan (quarta vegada)
- 1833 - 1834 Yusuf Sire Li (dotzena vegada)
- 1834 - 1835 Biran Ibraa Waan (cinquena vegada)
- 1835 Yusuf Sire Li (tretzena vegada)
- 1835 - 1836 Biran Ibraa Waan (sisena vegada)
- 1836 Vacant (fins a novembre)
- 1836 - 1837 Baabali Li (primera vegada)
- 1837 - 1838 Amadu Baaba Li (segona vegada)
- 1838 - 1841 Baabali Li (segona vegada)
- 1841 Vacant (maig a juliol)
- 1841 - 1843 Mamadu Biran Waan (primera vegada)
- 1843 Mamadu Mamudu Ja
- 1843 Mamadu Biran Waan (segona vegada)
- 1843 - 1844 Vacant
- 1844 Mamadu Biran Waan (tercera vegada)
- 1844 - 1846 Baabali Li (tercera vegada)
- 1846 - 1847 Vacant
- 1847 Baabali Li (quarta vegada)
- 1847 Mamadu Biran Waan (quarta vegada)
- 1847 - 1848 Vacant
- 1848 Mamadu Biran Waan (cinquena vegada)
- 1848 Vacant
- 1848 Sibawayhi Li (primera vegada)
- 1848 - 1849 Vacant
- 1849 - 1850 Mamadu Biran Waan (sisena vegada)
- 1850 - 1851 Alfa Sire Waan
- 1851 Vacant
- 1851 Sibawayhi Li (segona vegada)
- 1851 - 1852 Mamadu Biran Waan (setena vegada)
- 1852 - 1853 Amadu Hamat Si (primera vegada)
- 1853 - 1854 Cerno Raasin Mamudu Njac (primera vegada)
- 1854 - 1856 Mamadu Biran Waan (vuitena vegada)
- 1856 Cerno Raasin Mamudu Njac (segona vegada)
- 1856 Amadu Hamat Si (segona vegada)
- 1856 - 1858 Mamadu Biran Waan (novena vegada)
- 1857 Sibawayhi Li (tercera vegada, en rebel·lió)
- 1858 - 1859 Vacant
- 1859 Mustafa Ba
- 1859 - 1860 Mamadu Biran Waan (desena vegada)
- 1860 - 1861 Vacant
- 1861 Amadu Biran Waan
- 1861 Vacant
- 1861 - 1862 Eliman Bababe Mamudu Ba
- 1862 Vacant
- 1862 - 1863 Amadu Cerno Demba Li (primera vegada)
- 1863 Mustafa Ba (segona vegada)
- 1863 - 1864 Mamadu Biran Waan (onzena vegada)
- 1864 - 1865 Amadu Cerno Demba Li (segona vegada)
- 1865 - 1866 Raasin Mamadu Sellin Talla (primera vegada)
- 1866 Vacant
- 1866 Cerno Barobe Hassan Baro
- 1866 Amadu Cerno Demba Ki (segona vegada)
- 1866 - 1867 Raasin Mamadu Sellin Talla (segona vegada)
- 1867 - 1868 Sada Ibraa Tapsir Baaba Waan (primera vegada)
- 1868 Vacant
- 1868 - 1870 Sada Ibraa Tapsir Baaba Waan (segona vegada)
- 1870 - 1871 Mamadu Baal (primera vegada)
- 1871 Vacant
- 1871 - 1872 Sada Ibraa Tapsir Baaba Waan (tercera vegada)
- 1872 - 1873 Vacant
- 1873 Mamadu Baal (segona vegada)
- 1873 Vacant
- 1873 - 1874 Malik Mamadu Cam
- 1874 - 1875 Desconegut
- 1875 Raasin Mamadu Sellin Talla (tercera vegada)
- 1875 - 1876 Vacant
- 1876 - 1877 Njay `Eli Baro (primera vegada)
- 1877 Mamadu Amadu Li
- 1877 - 1878 Vacant
- 1878 - 1879 Njay `Eli Baro (segona vegada)
- 1879 Vacant
- 1879 - 1880 Mamadu Lamin Li
- 1880 - 1881 Vacant
- 1881 Bubu Haba Li (primera vegada)
- 1881 - 1883 Vacant
- 1883 Njay `Eli Baro (tercera vegada)
- 1883 - 1884 Vacant
- 1884 Bubu Haba Li (segona vegada)
- 1884 - 1889 Vacant
- 1889 - 1890 Bubu Haba Li (tercera vegada)